# Cara a cara (pel·lícula de 1973)
Cara a cara (títol original en anglès: Showdown) és una  pel·lícula de George Seaton estrenada el 1973. Ha estat doblada al català.

## Argument
A l'Oest americà, un tren és atacat per bandits. Poc després, Massey, un d'ells, fuig emportant-se tots els diners. Amb l'ajuda de tres d'indis seguidors de pistes, el xèrif Chuck Jarvis es llença a la seva persecució.

## Repartiment
- Rock Hudson: Xèrif Chuck Jarvis
- Dean Martin: Billy Massey
- Susan Clark: Kate Jarvis
- Donald Moffat: Art Williams
- John McLiam: F.J. Wilson
- Charles Baca: Martinez
- Jackson Kane: Clem
- Ben Zeller: Perry Williams
- John Richard Gill: Earl Cole
- Philip L. Mead: Jack Bonney
- Rita Rogers: la filla
- Vic Mohica: Big Eye
- Raleigh Gardenhire: Joe Williams
- Ed Begley Jr.: Pook
- Dan Boydston: Rawls

Actors que no surten als crèdits :
- Antonio Romero: Bennie
- Raymond Greenway: Frank Phillips, un des adjunts de Jarvis